# 巴拿馬地峽

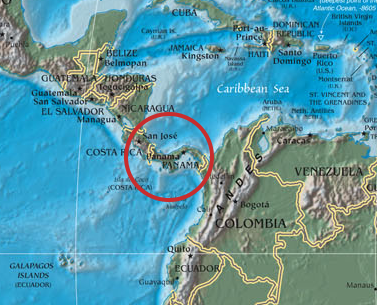
巴拿马地峽在美洲的位置

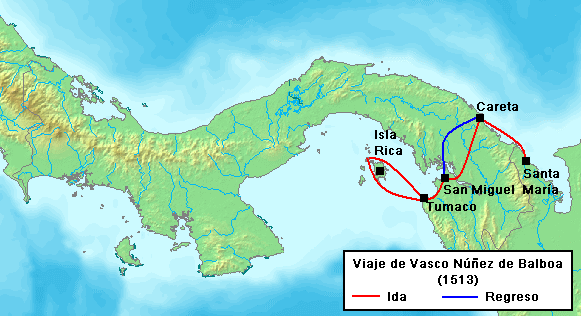
1513年巴爾博亞的巴拿馬地峽之旅

巴拿馬地峽（西班牙語：Istmo de Panamá），是美洲中部的一个地峡，从哥斯大黎加邊界延伸至哥倫比亞邊界，連接南、北美洲。地峽从达连至奇里基全長約640公里。1513年9月25日，西班牙人巴斯克·巴尔博亚（Vasco Núñez de Balboa）在印地安人的幫助下發現巴拿馬地峽以及成為第一位發現太平洋的歐洲人，當時歐洲人因為不認識太平洋，所以將此片大洋位於巴拿馬地峽南方而命名為南海。
2001年11月27日巴拿馬地峽鐵路通車。

## 巴拿马运河
巴拿马运河开凿于巴拿馬地峽上，連接大西洋加勒比海和太平洋，大大降低了美洲東海岸和西海岸之間的海上旅行時間。
1881年，法國工程師斐迪南·德·雷赛布主持巴拿馬運河開挖工作，至1900年僅完成不到一半，建設公司隨即破產。1903年，美國深知巴拿馬地峽在地缘政治中的重要性，遂鼓動巴拿馬脫離哥倫比亞獨立，之後美國與巴拿馬簽訂美巴條約，取得運河開鑿權，1914年8月15日全長81.3公里的運河完工。
8°40′N 80°0′W / 8.667°N 80.000°W